# Stonedogs
Stonedogs to pierwsza powieść nowozelandzkiego pisarza Craiga Marrinera. Została wydana w 2001 i nagrodzona Montana New Zealand Book Award. Książka jest opisywana jako rodzaj "mieszanki Mechanicznej pomarańczy z Once Were Warriors wyobrażonej przez Irvine'a Welsha". W 2003 prawa do ekranizacji zostały sprzedane australijskiej firmie producenckiej Mushroom Pictures; obecnie film na podstawie książki jest w fazie produkcji.
Stonedogs mają nietypową strukturę; część tekstu ma formę sztuki teatralnej ze wskazówkami scenicznymi i nagle przechodzi z narracji pierwszo- do trzecioosobowej. Strony z narracją pierwszoosobową są zaznaczone kursywą. Dla Marrinera "Ważną rzeczą było zrobienie czegoś, co byłoby uznane za innowacyjne w zakresie struktury i formy (...). Zobaczyłem rozwiązanie, które nie powinny być używane, i nie mogłem dostrzec, dlatego tak miałoby być." Stonedogs spotkały się z uznaniem krytyków, zdobyły Deutz Medal w kategorii "Fikcja" w 2002 w czasie Montana New Zealand Book Awards.

## Tematyka i streszczenie
Powieść porusza zagadnienia związane z alienacją, upadkiem społecznym, narkomanią i nowozelandzką kulturą gangsterską, jak również tematy polityczne i związane ze środowiskiem naturalnym. Mówiąc o książce, Marriner powiedział w wywiadzie "Byłem głęboko rozczarowany mainstreamowym społeczeństwem, nie widziałem w nim przyszłości. I przeniosłem w krąg klasy robotniczej i przyjrzałem się desperacji z jaką żyją jej poszczególni przedstawiciele. Tak więc wyszła stąd, i stąd wyszły pytania o to, gdzie zmierzamy pod względem środowiska i polityki." W książce silnie uwidaczniają się lewicowe przekonania autora; Marriner wskazywał na Noama Chomskiego, Roberta Fiska i Lwa Trockiego jako na osoby, który wywarły na niego wpływ.
Historia obraca się wokół protagonisty, Gatora, młodego bezrobotnego wyznającego antykapitalistyczną i neo-nietzscheańską filozofię, i jego przyjaciół w Rotorua. Wszyscy zażywają narkotyki. Po próbie zakupu LSD od członków powieściowego gangu "The Rabble" Gator wywołuje incydent i robi sobie wroga w osobie przywódcy gangu. Po zdobyciu poufnej informacji od Steve'a, którego kuzyn stara się o przyjęcie do gangu, Gator i pozostali planują ukraść całe zbiory marihuany z uprawy, należącej do tejże grupy przestępczej. Następnie jadą swoim Holdenem do Northland i po nieplanowanych wydarzeniach sprzedają swój łup aucklandzkim skinheadom, następnie popadają w tarapaty związane ze skorumpowanym oficerem policji.